# Asplenium amaurolobum
Asplenium amaurolobum är en svartbräkenväxtart som beskrevs av Eduard Rosenstock. Asplenium amaurolobum ingår i släktet Asplenium och familjen Aspleniaceae. Inga underarter finns listade.